# 冰冰
冰冰（1986年8月6日-2023年3月16日）是一只雌性大熊猫，1986年8月6日出生于成都大熊猫繁育研究基地。冰冰曾有多次生育经验，产下过10多只幼仔，其中包括雌性大熊猫娇子、伦伦，雄性大熊猫冰星等。2007年6月它又产下一子香冰，不仅是2007年中国产下幼仔的首只雌性大熊猫，它还以21岁的高龄成为成都圈养大熊猫繁育历史上产下幼仔年龄最大的雌性大熊猫。
2008年7月冰冰来到合肥野生动物园，接替之前的大雄猫珠珠入住动物园的熊猫馆。2010年8月15日搬家至成都大熊猫繁育研究基地。2023年3月16日去世于成都大熊猫繁育研究基地，享年36岁。